# Базоло, Лорен
Лорен Доркас Базоло (фр. Lorène Dorcas Bazolo; род. 4 мая 1983, Браззавиль, Республика Конго) — конголезская и португальсвкая легкоатлетка, специалистка по бегу на короткие дистанции и прыжкам в длину. Выступала за сборную Республики Конго по лёгкой атлетике в 2008—2013 годах, с 2016 года представляет Португалию. Серебряная и бронзовая призёрка Средиземноморских игр, обладательница трёх серебряных медалей иберо-американских чемпионатов, многократная чемпионка национальных первенств, действующая рекордсменка Португалии в дисциплинах 100 метров, 200 метров и 60 метров в помещении, участница трёх летних Олимпийских игр.

## Биография
Лорен Базоло родилась 4 мая 1983 года в Браззавиле, Республика Конго.
Впервые заявила о себе на международном уровне в сезоне 2008 года, когда вошла в состав конголезской национальной сборной и выступила на чемпионате Африки в Аддис-Абебе — стартовала в дисциплинах 100 и 200 метров.
Будучи студенткой, в 2009 году представляла страну на Всемирной Универсиаде в Пекине. Принимала участие в Играх франкофонов в Бейруте.
В 2010 году отметилась выступлением на чемпионате Африки в Найроби.
В 2011 году бежала 100 и 200 метров на Универсиаде в Шэньчжэне, а также на Всеафриканских играх в Мапуту.
В 2012 году в беге на 100 и 200 метров стартовала на чемпионате Африки в Порто-Ново. Благодаря череде удачных выступлений удостоилась права защищать честь страны на летних Олимпийских играх в Лондоне — на дистанции 100 метров благополучно преодолела предварительный квалификационный этап, проводившийся среди приглашённых спортсменов, не выполнивших олимпийский квалификационный норматив, однако в следующем забеге финишировала последней и выбыла из борьбы за медали. Являлась знаменосцем конголезской делегации на церемонии открытия Игр.
В 2013 году выступила в 100-метровой дисциплине на Играх франкофонов в Ницце. Начиная с этого сезона постоянно проживала в Португалии, где попросила политического убежища. Выступала сначала за клуб Joma, а позднее за Sporting.
Получив португальское гражданство, в 2016 году вошла в состав португальской национальной сборной — выступила в беге на 100 метров на чемпионате Европы в Амстердаме. Выполнив олимпийские квалификационные нормативы на дистанциях 100 и 200 метров, представляла Португалию на Олимпийских играх в Рио-де-Жанейро.
В 2017 году бежала 60 метров на чемпионате Европы в помещении в Белграде и 200 метров на чемпионате мира в Лондоне.
В 2018 году стартовала на чемпионате мира в помещении в Бирмингеме и на чемпионате Европы в Берлине.
В 2019 году среди прочего выступала на чемпионате Европы в помещении в Глазго и на чемпионате мира в Дохе.
В 2021 году отметилась выступлением на чемпионате Европы в помещении в Торуни, участвовала в забегах на 100 и 200 метров на Олимпийских играх в Токио.
В 2022 году бежала 60 метров на чемпионате мира в помещении в Белграде, выиграла серебряную и бронзовую медали в дисциплинах 100 и 200 метров на Средиземноморских играх в Оране, получила три серебряные награды на иберо-американском чемпионате в Ла-Нусии, поучаствовала в чемпионате Европы в Мюнхене и в чемпионате мира в Орегоне.
В 2023 году выступила в беге на 60 метров на чемпионате Европы в помещении в Стамбуле.